# NAMIE AMURO TOUR “GENIUS 2000”
『NAMIE AMURO TOUR "GENIUS 2000"』（ナミエ・アムロ・ツアー・ジーニアス・トゥーサウザンド）は、日本の女性歌手・安室奈美恵が4thアルバム『GENIUS 2000』を引っ提げて行ったライブツアー、且つ映像作品。2000年8月18日発売。発売元はavex trax。

## 解説
産休から復帰後初の全国ツアーで、『mistio presents namie amuro SUMMER STAGE 1997 Concentration 20』以来約3年ぶりとなった。
本作が自身初のDVD作品となった。VHSやLDで発売された『AMURO NAMIE FIRST ANNIVERSARY 1996 LIVE AT MARINE STADIUM』、『Namie Amuro Concentration 20 Live in Tokyo Dome』、『181920 films』は2000年9月27日にDVD化されている。
「toi et moi」、「NEXT TO YOU」、「LOVE 2000」はメインアングルの他にマルチアングルが収録されている。
2005年3月24日に期間限定特別価格盤が発売された。同年4月30日までの期間限定出荷。2000年8月18日に発売されたDVDとの違いは価格が廉価になったこと、パッケージがジュエルケースでなくトールケースになったこと、トールケースに合わせてブックレットのサイズが変わったことの3点（ジャケット写真、収録内容は同じ）。
2012年9月16日にデビュー20周年を記念して、期間限定スペシャルプライス盤が発売された。同年12月25日までの期間限定出荷。

## 収録曲
1. OPENING (2:25)
2. toi et moi (7:37)
3. How to be a Girl (4:38)
4. I HAVE NEVER SEEN (4:53)
5. NEXT TO YOU (5:00)
6. STILL IN LOVE (3:45)
7. RESPECT the POWER OF LOVE (4:18)
8. SWEET 19 BLUES (6:43)
9. SOMETHING 'BOUT THE KISS (5:08)
10. LEAVIN' for LAS VEGAS (5:07)
11. MI CORAZON (TE' AMOUR) (9:37)
12. You're my sunshine (7:40)
13. Body Feels EXIT (4:20)
14. Chase the Chance (4:36)
15. LOVE 2000 (4:59)
16. CAN YOU CELEBRATE? (6:24)
17. a walk in the park (5:29)
18. Don't wanna cry (5:59)
19. YOU ARE THE ONE (5:37)

## ツアー日程
| 公演数 | 開催日  | 会場                               |
| ------ | ------- | ---------------------------------- |
| 01     | 3月20日 | 幕張メッセ（千葉）                 |
| 02     | 3月28日 | 月寒グリーンドーム（北海道）       |
| 03     | 3月29日 | 月寒グリーンドーム（北海道）       |
| 04     | 4月1日  | 名古屋レインボーホール（愛知）     |
| 05     | 4月2日  | 名古屋レインボーホール（愛知）     |
| 06     | 4月5日  | 広島サンプラザホール               |
| 07     | 4月6日  | 広島サンプラザホール               |
| 08     | 4月9日  | エムウェーブ（長野）               |
| 09     | 4月15日 | マリンメッセ福岡                   |
| 10     | 4月16日 | マリンメッセ福岡                   |
| 11     | 4月22日 | 仙台市体育館（宮城）               |
| 12     | 4月23日 | 仙台市体育館（宮城）               |
| 13     | 4月28日 | 国立代々木競技場第一体育館（東京） |
| 14     | 4月29日 | 国立代々木競技場第一体育館（東京） |
| 15     | 5月2日  | 国立代々木競技場第一体育館（東京） |
| 16     | 5月3日  | 国立代々木競技場第一体育館（東京） |
| 17     | 5月6日  | 大阪城ホール                       |
| 18     | 5月7日  | 大阪城ホール                       |

## 発売形態
| 形態 | 発売日        | 品番       | 備考                                                                           |
| ---- | ------------- | ---------- | ------------------------------------------------------------------------------ |
| VHS  | 2000年8月18日 | AVVD-90075 |                                                                                |
| DVD  | 2000年8月18日 | AVBD-91017 | ジュエルケース仕様。                                                           |
| DVD  | 2005年3月24日 | AVBD-91328 | 期間限定特別価格盤。4月30日までの期間限定出荷。トールケース仕様。              |
| DVD  | 2012年9月16日 | AVBD-91989 | 期間限定スペシャルプライス盤。12月25日までの期間限定出荷。ジュエルケース仕様。 |

## 参加ミュージシャン
- 安室奈美恵：Vocal

バンドメンバー
- カルロス・リオス：Guitar
- イェトロ・アウヴェス・ダ・シルバ：Keyboards
- キキ・エブセン：Keyboards
- 佐野健二：Bass
- ランド・リチャーズ：Drums
- マイケル・パウロ：Saxophone
- リン・メーブリー：Chorus
- ウィル・ウィトン：Chorus
- シーラ・E：Percussion